# Rover 75
Rover 75 — передньо і задньоприводний автомобіль бізнес класу з поперечним (крім версій V8 і XPower) розташуванням двигуна, що виготовлявся британською компанією Rover з участю німецької концерну BMW з 1998 по 2005 рік.
Всього виготовлено 211 175 автомобілів.

## Опис

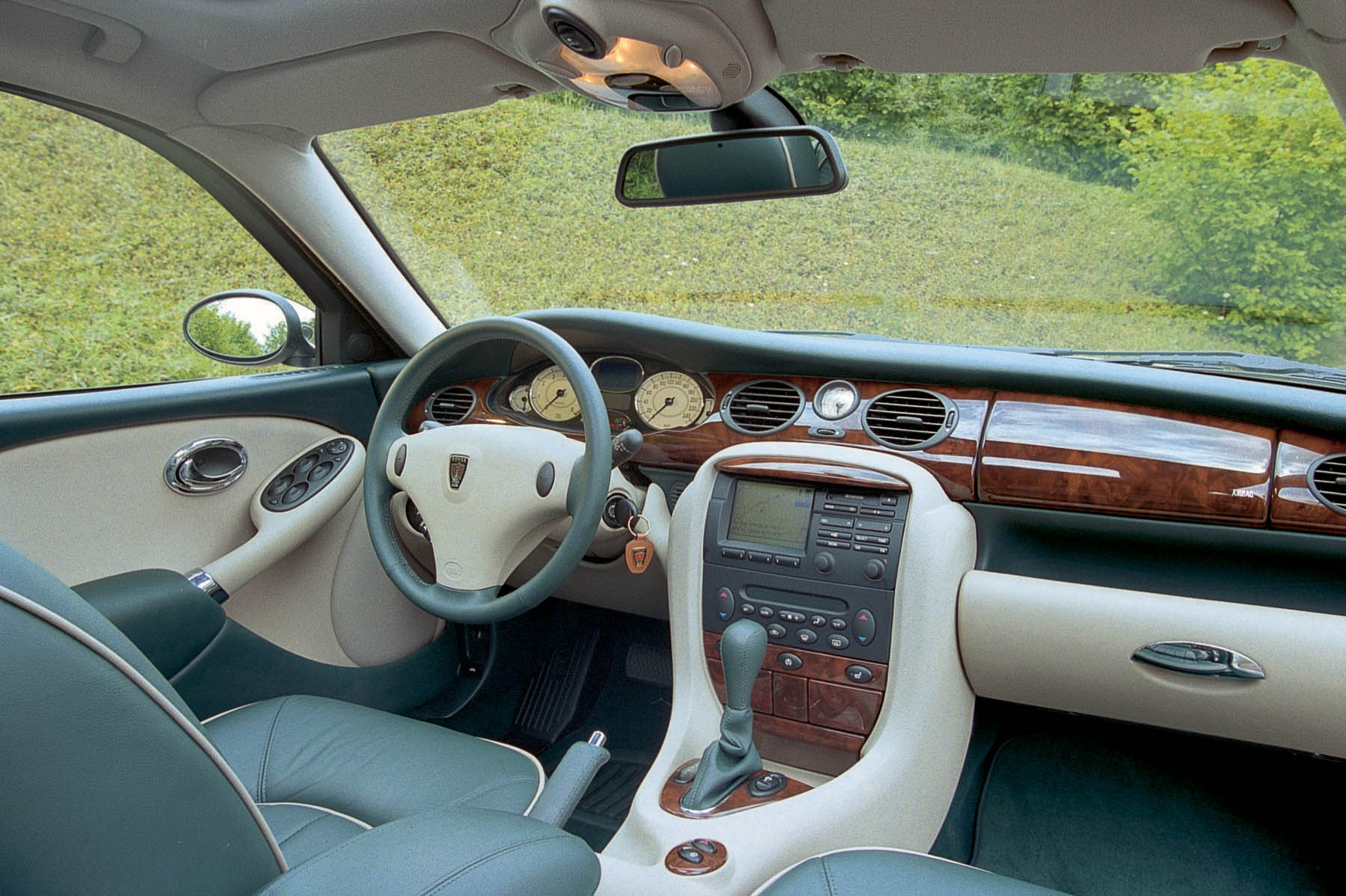
Rover 75

Rover 75 став останнім з автомобілів бізнес класу, випущених компанією Rover, приходячи на зміну машинам 600-ї та 800-ї серії. Дизайн кузова був розроблений Річардом Вуллі (Richard Woolley) ще в 1994 році (до придбання компанії концерном BMW), а сам автомобіль вперше представлений на автосалоні в Бірмінгемі (британський міжнародний автосалон) 22 жовтня 1998 року. Позначення 75 належало одному з найвідоміших автомобілів Rover 1950-х (Rover P4). Ідея дизайну і була запозичена седана цих років, при цьому відповідала тенденціям англійського дизайну автомобілів кінця 1990-х — початку 2000-х років (Jaguar XJ, Jaguar S-Type, з'явилися пізніше Jaguar X-Type і Bentley Continental). Чотири круглі передні фари, скруглені горизонтальною лінією зверху, тонкі металеві лінії молдінгів і ручок, що тягуються по боках кузова, стильні задні фари, традиційно хромовані накладки на передні пороги, шкіряні або велюрові салони з обробкою горіховим шпоном або (на більш пізніх екземплярах) пластиком під дерево, приладові панелі кольору слонової кістки з хромом і класичними шрифтами — в автомобілі в усьому проглядається англійський стиль.

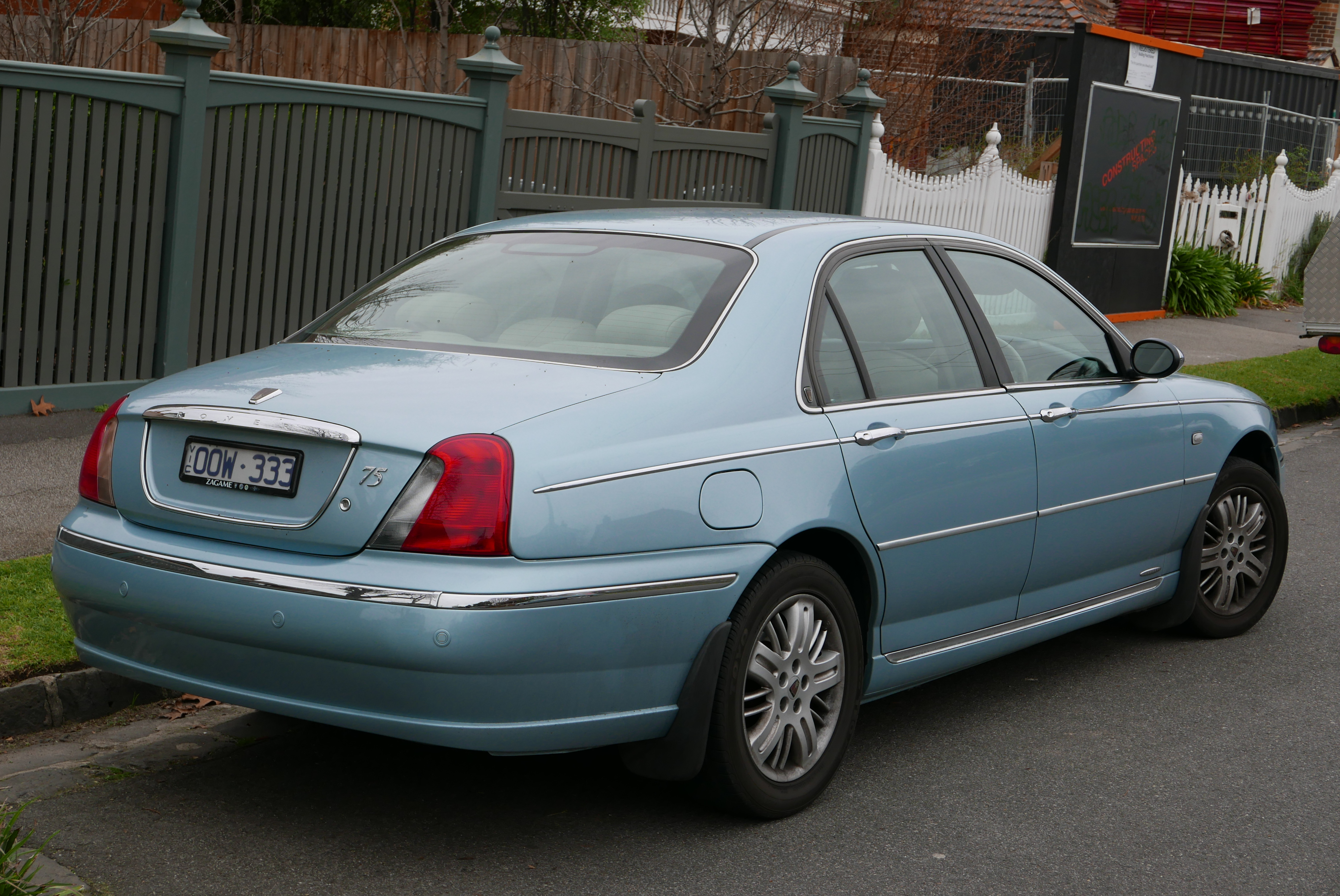

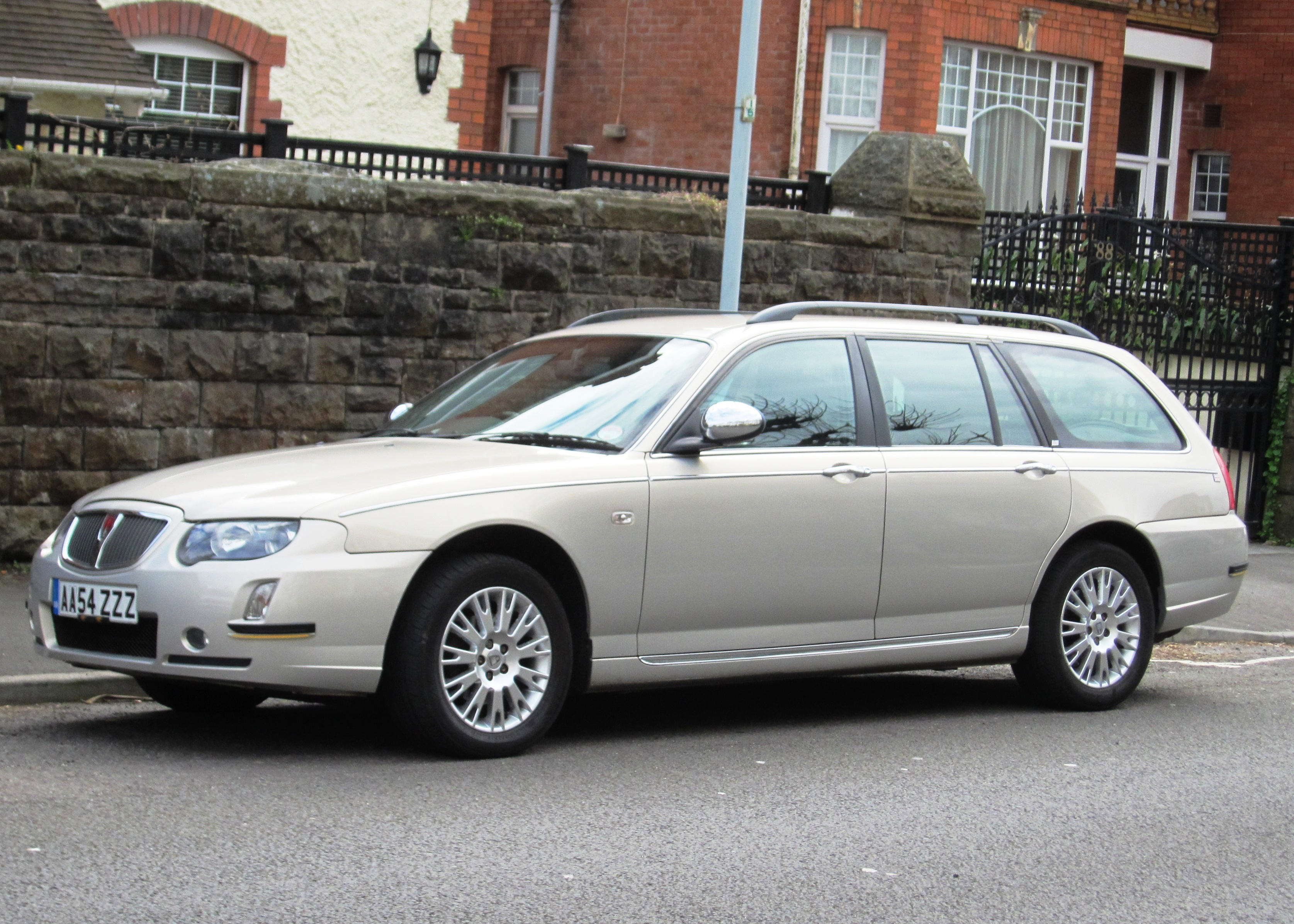
Rover 75 Tourer (2004—2005)

У 2001 році розпочато виробництво універсалів. Заднє скло універсала можна було підняти окремо, що дозволяло класти багаж в машину, не відкриваючи двері цілком. Максимальна довжина вантажу, що перевозиться (зі складеними задніми сидіннями) становила 206 см; обсяг багажника при складанні задніх сидінь збільшувався з 680 до 1 222 літрів. Перетворення седана в універсал здійснило ательє TWR Design, в тому числі відомі Петер Стівенс (Peter Stevens), дизайнер McLaren F1, і Ян Каллум (Ian Callum), дизайнер Aston Martin (DB7, DB9, Vanquish), Jaguar (XK, XF, XJ (2009), F-Type).
Разом з тим, з 2001 року почалося і здешевлення наявних комплектацій, що тривало протягом усього періоду виробництва моделі (так, перестали встановлюватися підголівники з тисненням у вигляді емблеми Rover, червоні катафоти на торцях дверей замінені світловідбиваючими наклейками, а врешті-решт навіть шпон волоського горіха, який використовували в обробці торпедо, був замінений на пластик «під дерево»).
У 2002 році компанією Vanden Plas була розроблена Luxury версія кузова лімузин з подовженою колісною базою.
У 2004 році отримав фейсліфтінг (вже без участі Річарда Вули). Зміни торкнулися решітки радіатора, фар (лампи ближнього і дальнього світла були об'єднані в одну блок-фару).
В цілому, після 2004 дизайн автомобіля став більш сучасним; з урахуванням того, що дизайн 1998 містив навмисні алюзії на автомобілі 50-х років, фейсліфтінг викликав неоднозначну реакцію преси. У наступному році виробництво автомобілів цієї моделі в Європі було повністю припинено, а завод в Лонгбріджі (Бірмінгем) закритий.
Основними конкурентами автомобіля вважаються VW Passat 2.8 V6, Saab 9-3 Arc, Citroen C5 Exclusive, Jaguar X type 2.1 V6 і Volvo S60 SE. 

## Технічні особливості

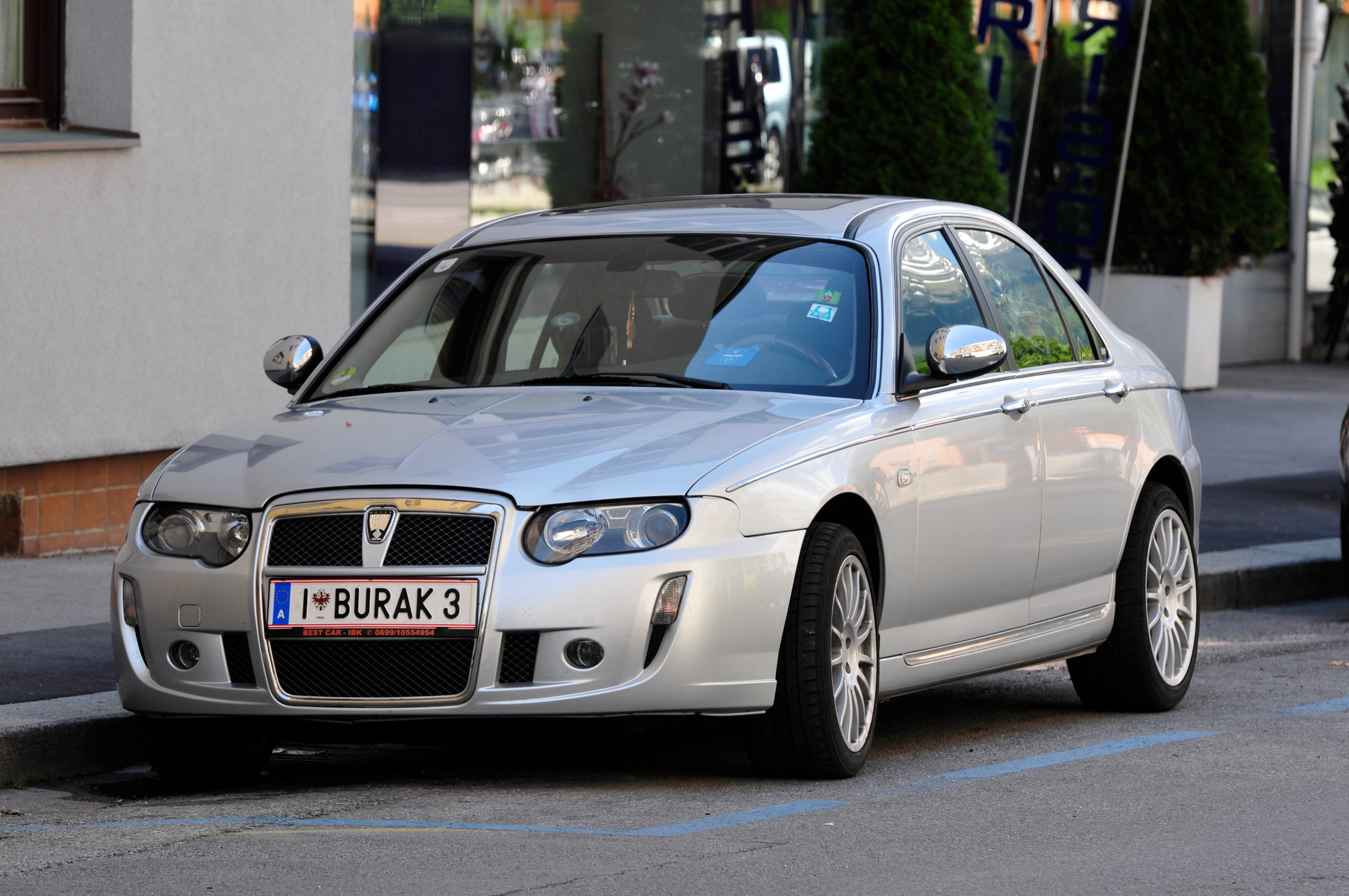
Rover 75 V8 (2004—2005)

Модель комплектувалася наступними двигунами: Бензинові:
1. 1,8 л 18K4F I4 без турбіни (рядний, 4 циліндри, 16 клапанів, 120 к.с./88 kW)
2. 1,8 л 18K4T I4 з турбіною (рядний, 4 циліндри, 150 к.с./110 kW)
3. 2,0 л 20K4N V6 (150 к.с./110 kW)
4. 2,5 л 25K4N V6 (175—177 к.с., в залежності від року випуску), (Всі перераховані вище двигуни — виробництва MG Rover Group)
5. 4,6 л 2L2E V8 260 к.с. (191 kW) від Ford Mustang (модель з даним двигуном була задньопривідною)

Дезельний:
1. 2.0 л M47R I4 турбодизель BMW з системою Common Rail 116 к.с. (85 kW) і пізніше 131 к.с. (96 kW)

Найшвидша версія (V8) розганяється до 100 км/год за 7,2 с, максимальна швидкість дорівнює 250 км/год (обмежена електронікою), найповільніша версія машини (1.8 л/ 120 к.с. + АКПП, в кузові універсал) має розгін до 100 км/год за 14 секунд і максимальну швидкість 182 км/год. Автомобілі комплектувалися механічними і автоматичними 5-ти ступінчастими коробками передач (автоматична коробка японської компанії Jatco, механічна — Getrag), а також 4-хступенчатими автоматичними і 6 ступінчастою механічною коробками передач для V8.

## MG ZT

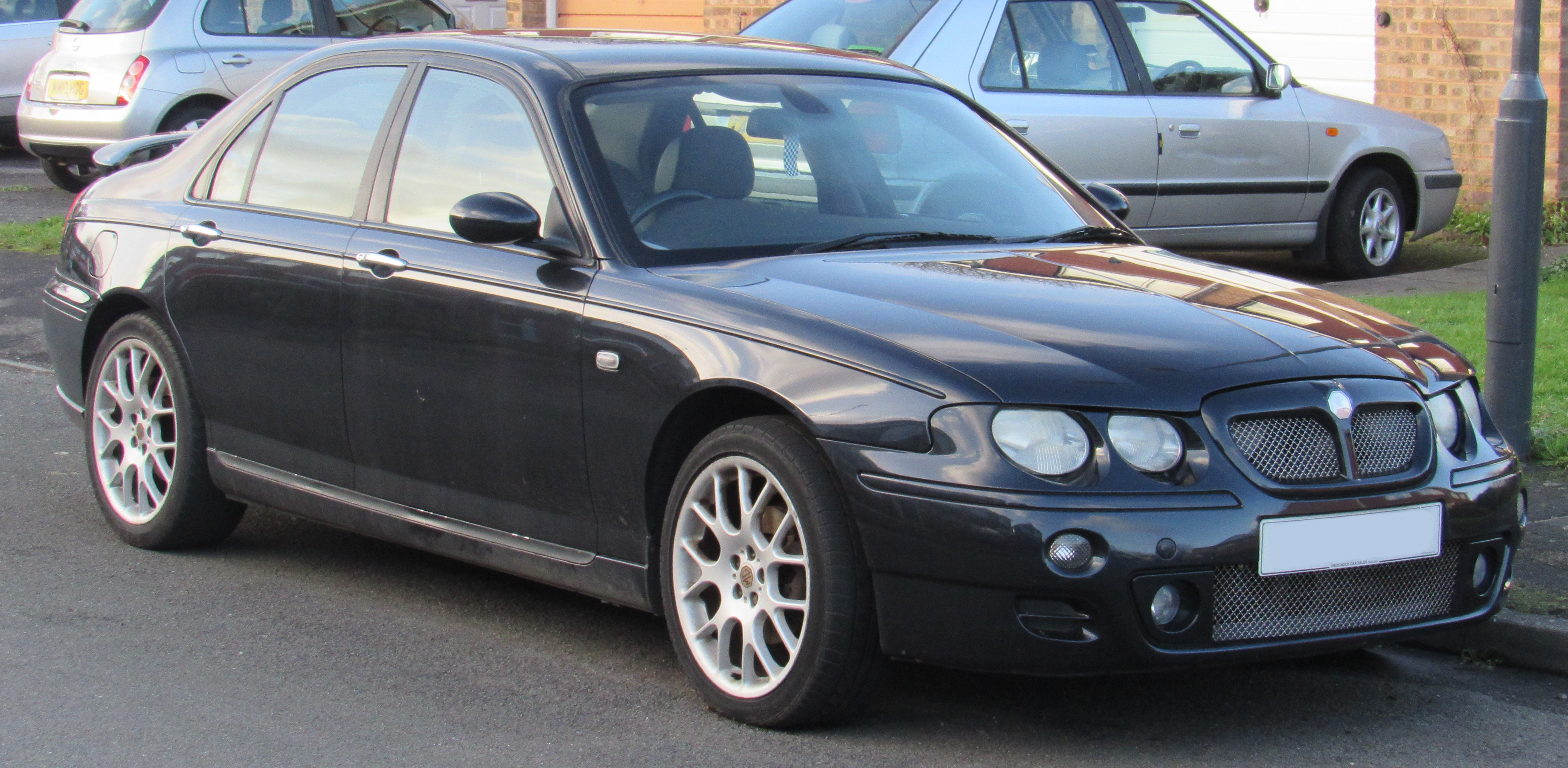
MG ZT

Паралельно зі звичайними Ровер 75 випускалася і їх спортивна лінійка MG ZT (седани) і MG ZT-t (універсали), що мають більш спортивну підвіску і трохи відрізняються гальмами, а також за рахунок інших розподільчих валів і налаштувань двигуна мають велику потужність при тих же обсягах без використання турбін (за винятком серії X Power, форсованих з турбіною аж до 1000 к.с. (тільки для MG SV, всього 3 тестових автомобіля мали 1000 коней). Компанія BMW взяла участь в розробці деяких технічних рішень цього автомобіля (зокрема, деякі деталі електрики автомобіля мають маркування BMW).